# Pseudomonas
Pseudomonas (fem.: die Pseudomonas, Plural für die der Gattung angehörigen Organismen: Pseudomonaden, von altgriechisch ψεῦδος pseúdos, deutsch ‚Täuschung‘, μονάς monás, deutsch ‚Einheit‘) ist eine Gattung stäbchenförmiger, mit polaren Geißeln sich aktiv bewegender, immer anaerob oder aerob veratmend, nie fermentierender gramnegativer Bakterien. Sporen werden nicht gebildet. Das Genom der Art P. aeruginosa wurde vollständig sequenziert.

## Merkmale und Stoffwechsel
Die Größe variiert zwischen 0,5–1,0 × 1,5–5,0 µm. Sie können sich mit einer oder mehreren polaren Geißeln aktiv bewegen (sie sind motil). Sie reagieren im Voges-Proskauer-Test negativ, im Katalase-Test positiv. Bei den meisten Arten fällt der Oxidase-Test positiv aus, z. B. bei Pseudomonas fluorescens, diese Arten besitzen somit ein c-Typ-Cytochrom.
Pseudomonaden sind aerob, das heißt, sie brauchen in der Regel Sauerstoff für ihren Energiestoffwechsel, um zu wachsen. Sie nutzen also einen oxidativen Energiestoffwechsel mit Sauerstoff als Elektronenakzeptor. Zucker werden dabei über den Entner-Doudoroff-Weg zur Energiegewinnung abgebaut. Nitrat kann bei den meisten Arten als alternativer Elektronenakzeptor statt Sauerstoff bei der Atmung dienen (Nitratatmung). In diesem Fall wird Nitrat (NO3−) zu elementarem, molekularem Stickstoff (N2) reduziert (Denitrifikation). Da für die Nitratatmung kein Sauerstoff nötig ist, sind einige Arten auch in der Lage, unter Ausschluss frei gelösten Sauerstoffs (anoxisch) zu wachsen, doch dies ist eher selten der Fall. Als Vertreter der nitratreduzierenden Bakterien werden die Arten Pseudomonas aeruginosa, Pseudomonas stutzeri und Pseudomonas denitrificans bei der Abfallbehandlung zur Nitratelimination eingesetzt. Eine der wenigen Arten, die nicht zur Nitratatmung fähig sind, ist Pseudomonas fluorescens.
Fermentation wird von dieser Gattung nicht als Energiestoffwechsel genutzt, alle Arten sind sogenannte Nonfermenter (Nichtfermentierer).
Mehrere Pseudomonas-Arten produzieren bei Eisenmangel Siderophore; mindestens 50 verschiedene Pyoverdine wurden gefunden, außerdem Ferrioxamine, die sonst nur in Actinobakterien vorkommen.
Kulturen von P. aeruginosa zeichnen sich durch eine blau-grüne Färbung des Kulturmediums und süßlich-aromatischen Geruch aus.

## Ökologie
Pseudomonaden sind ubiquitär, also allgegenwärtig in der Umwelt („Pfützenkeim“). Man findet sie im Boden, Wasser sowie in oder auf Pflanzen und Tieren. Pseudomonaden leben oft saprotroph, also von abgestorbenem organischen Material. Man findet sie auch häufig in der Rhizosphäre, diese von den Pflanzen beeinflusste Umgebung stellt ein gutes Habitat für Pseudomonaden dar, sie sind gut an die Rhizosphäre angepasst. So bewegen sie sich unter anderem aktiv, sind chemotaxisch und resistent gegen spezielle Abwehrstoffe der Pflanzen. Obwohl einige pflanzenpathogen sind, tragen viele Arten auch zum Schutz der Pflanzen bei, indem sie innerhalb der Rhizosphäre andere Mikroorganismen verdrängen. Des Weiteren sind einige Arten wie Pseudomonas putida mit arbuskulären Mykorrhizapilzen assoziiert und fördern somit sogar das Wachstum der Pflanzen. Man spricht von Pflanzenwachstumsfördernde Rhizobakterien|plant-growth promoting rhizobacteria (PGPR), zu Deutsch pflanzenwachstumsfördernde Rhizobakterien.

## Pathogenität
Die Pseudomonaden sind physiologisch hoch flexibel und können auch als opportunistische Krankheitserreger bei bereits geschwächten Pflanzen und Tieren auftreten. Von vielen Pseudomonas-Arten existieren pflanzenpathogene Stämme, so genannte Pathovare (Phytopathogene).
Die Art Pseudomonas marginalis verursacht, meist an Sprossachsen, die Weichfäule.
Pseudomonas syringae subsp. savastanoi pv. oleae  verursacht die Tuberkelkrankheit beim Olivenbaum.
Pseudomonas syringae pv. aesculi ist neben der Kastanienminiermotte und seltener Phytophthora-Arten (Oomycetes) ein bedeutender Verursacher des Kastaniensterbens, der den Baum so stark schädigt, dass er anfällig für opportunistische Pilze wird.
Bei Tieren kann u. a. die Fleckenseuche der Süßwasserfische von Pseudomonas verursacht werden. Arten wie Pseudomonas aeruginosa können für Menschen mit geschwächtem Immunsystem gefährlich sein.
Die Virulenzgene sind meistens mobil (Plasmide) und können leicht von einer Pseudomonas-Art auf eine andere, aber auch auf entfernter verwandte Bakterien übertragen werden. So besitzen die Pseudomonaden oft ein sogenanntes R-Plasmid, welches der Übertragung der Resistenzgene dient.
Das hochgefährliche Nervengift Tetrodotoxin (TTX) wird von einigen Pseudomonas-Arten produziert. Auch anhydro-TTX, eine im molekularen Aufbau leicht abweichende Variante, wurde bei dieser Gattung nachgewiesen. Pseudomonas und auch verschiedene Vibrionen werden für die starke Giftigkeit verschiedener Kugelfische verantwortlich gemacht. Der Fisch nimmt die Bakterien vermutlich durch die Nahrung (zum Beispiel verschiedene Krebstiere, Würmer und Rotalgen) auf. Pseudomonas wurde bei dem Kugelfisch Takifugu poecilonotus (Synonym: Fugu poecilonotus) nachgewiesen. Man geht hierbei von einer Symbiose zwischen dem Kugelfisch und den Bakterien aus. Der Kugelfisch setzt das Gift für die Verteidigung bzw. Abschreckung gegen Räuber ein und liefert den Bakterien wiederum ein geeignetes Habitat. Die Fähigkeit der Bakterien, insbesondere der Vibrionen, Tetrodotoxin zu bilden, wurde allerdings wieder in Frage gestellt.

## Klinische Bedeutung
Die Gattung ist klinisch besonders wichtig, weil die Mehrheit ihrer Mitglieder Resistenzen gegen Antibiotika aufweist. Außerdem sind sie fähig, bei höherer Zelldichte Biofilme (Schleime) zu bilden, die sie gegen Fresszellen und Antibiotika schützen. Während Bakterien der Gattung Pseudomonas bei Menschen mit intaktem Immunsystem selten Krankheiten verursachen, können sie bei Patienten, deren Immunsystem bereits geschwächt ist (beispielsweise in Krankenhäusern, sogenannte Hospitalismuskeime), die Infektion von Wunden, Atem- und Harnwegen, Lungenentzündung sowie Sepsis und Herzerkrankungen verursachen. Wundinfektionen durch P. aeruginosa zeichnen sich durch ihre blau-grüne Färbung und ihren süßlich-aromatischen Geruch aus. Besonders gefährdet sind Patienten mit der Erbkrankheit Cystische Fibrose (Mukoviszidose), bei denen Lungenentzündungen durch Pseudomonas die häufigste Todesursache sind.
Zur Therapie eignen sich Acylaminopenicilline wie Piperacillin, Cephalosporine ab der dritten Generation (insbesondere Ceftazidim und Cefepim; Ceftriaxon und Cefotaxim hingegen sind nicht wirksam), Fluorchinolone, Aminoglykoside sowie Carbapeneme.
Klinische Studien zu Pseudomonas-Impfungen werden seit einiger Zeit durchgeführt, etwa vom österreichischen Biotech-Unternehmen Intercell, das seinen Impfstoff bereits in Phase III testet. Die referenzierte Studie kam nicht zum gewünschten Ergebnis.

## Anwendungen
Wie im September 2023 berichtet werden mit Hilfe gentechnisch veränderter Stämme des Bodenbakteriums Pseudomonas putida Verfahren entwickelt, um Kunststoffe wie Polyethylenterephthalat (PET) zu Produkten wie  Terephthalsäure bzw. Ethylenglycol für ein anschließendes Upcycling abzubauen. Auch die biotechnische Erzeugung von Muconsäure, einem Ausgangsstoff für Nylon, wird getestet.